# Llista de peixos del riu Don

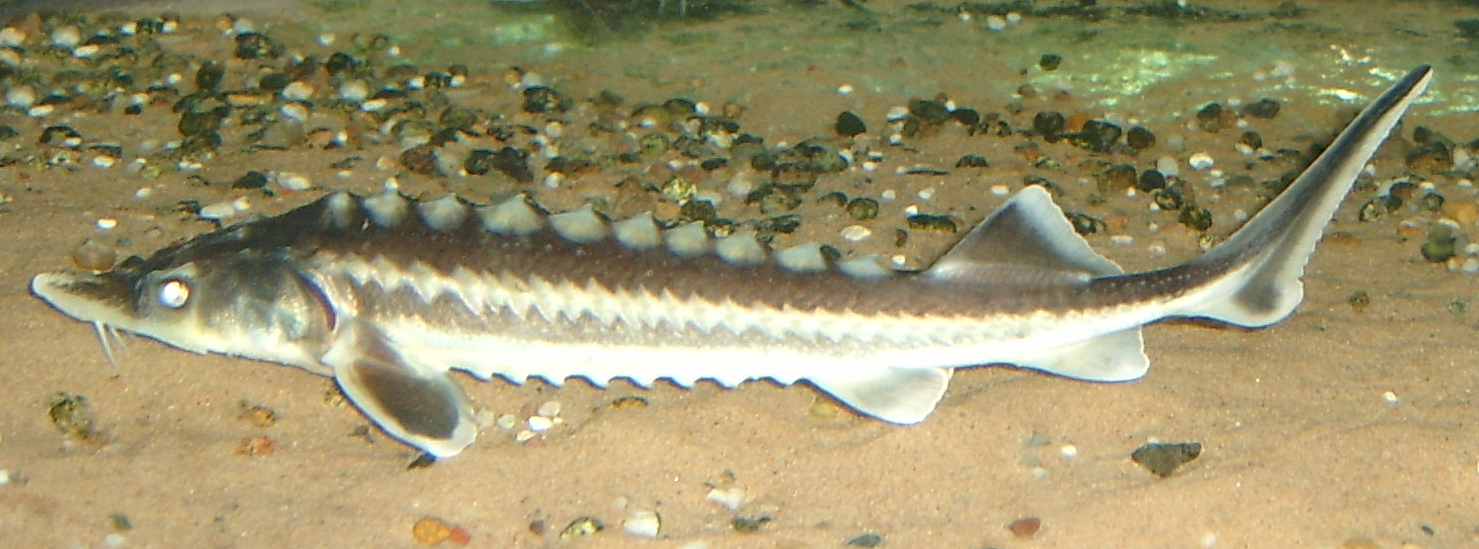
Acipenser gueldenstaedtii

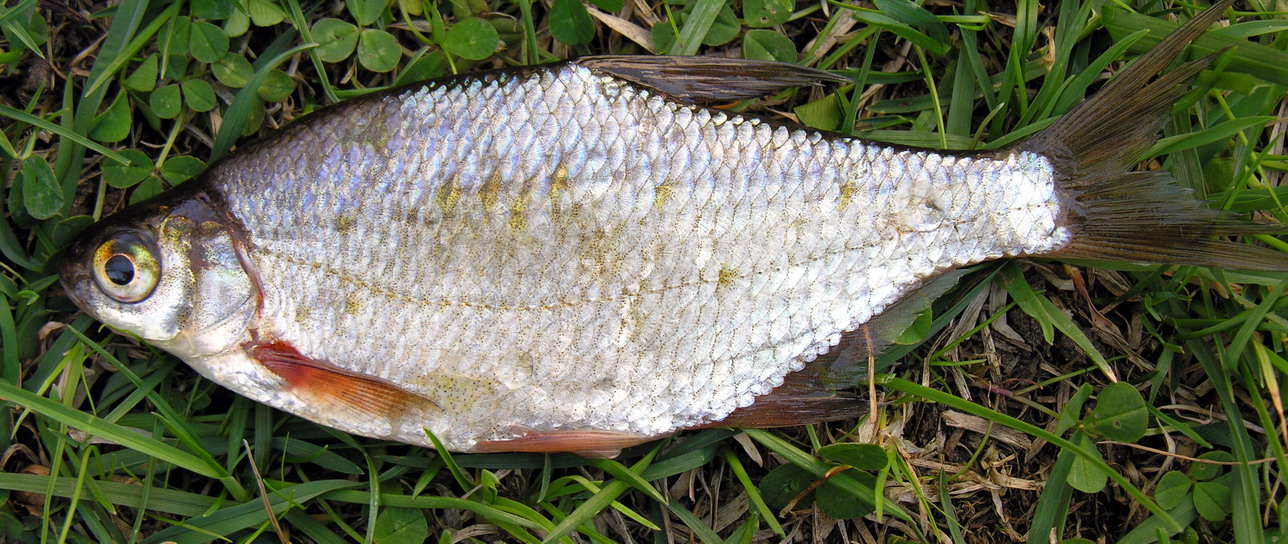
Blicca bjoerkna

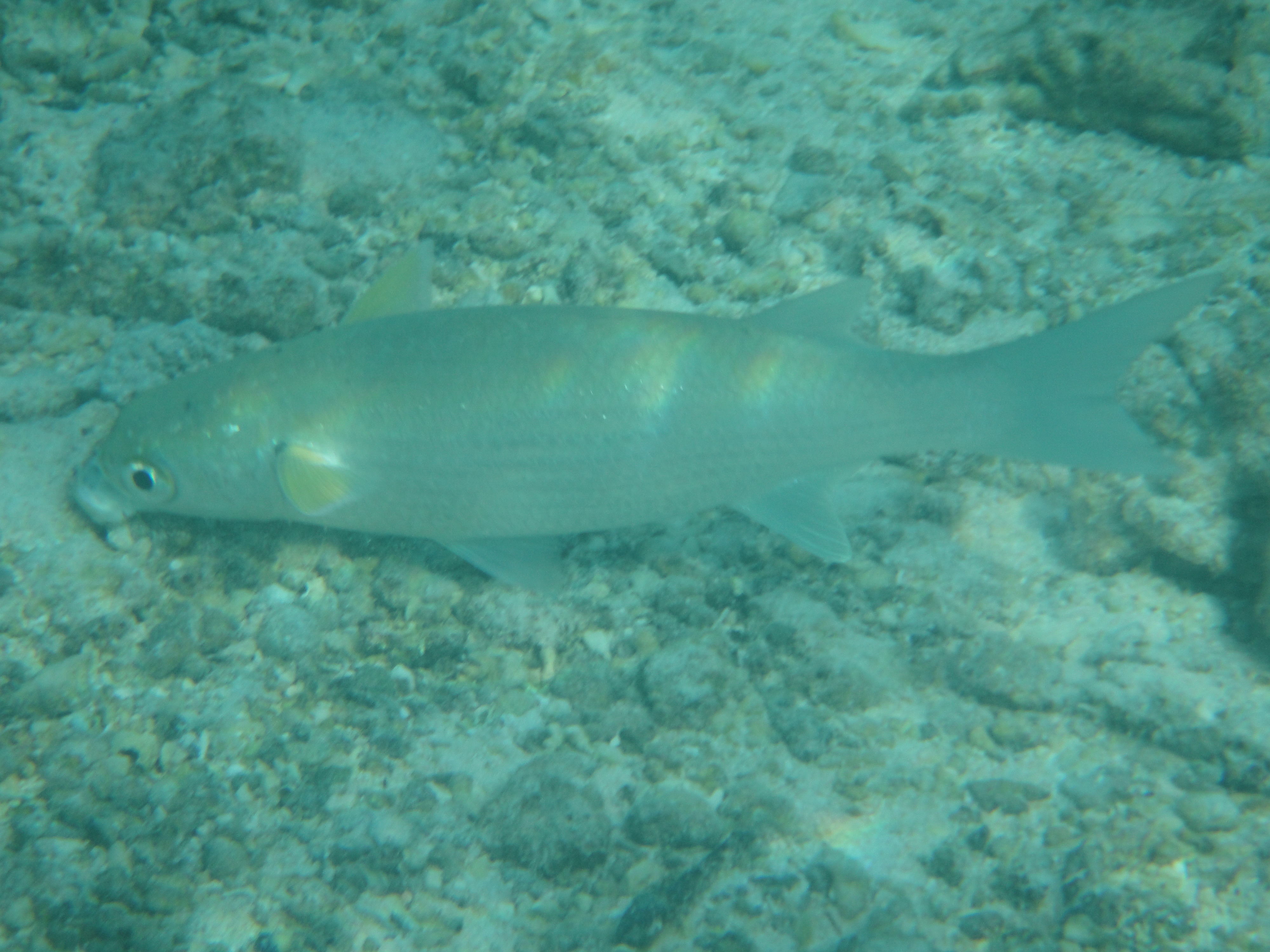
Crenimugil crenilabis

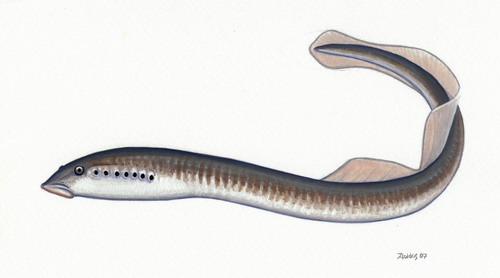
Eudontomyzon mariae

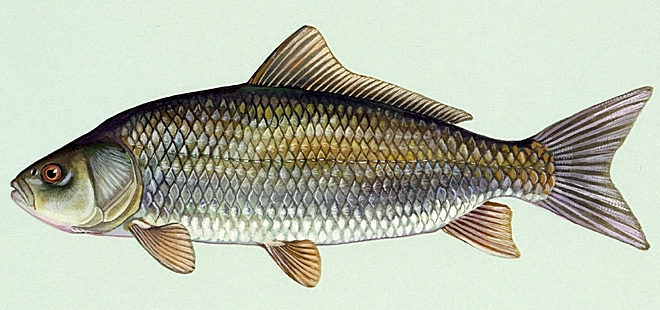
Ictiobus cyprinellus

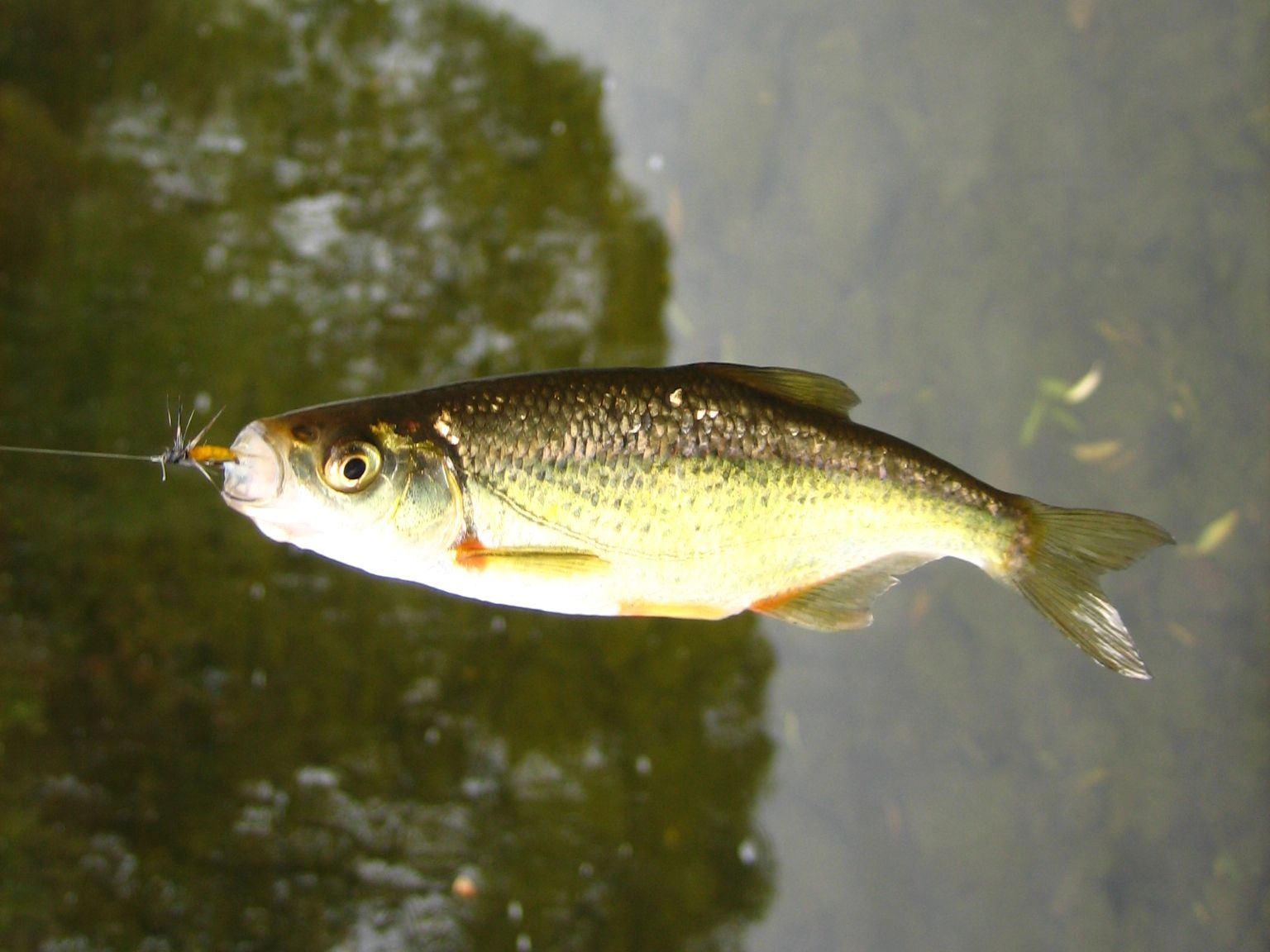
Alburnoides bipunctatus

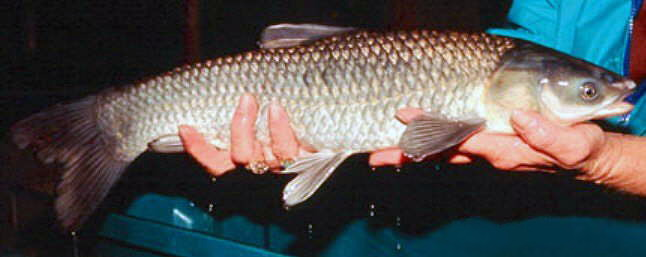
Mylopharyngodon piceus

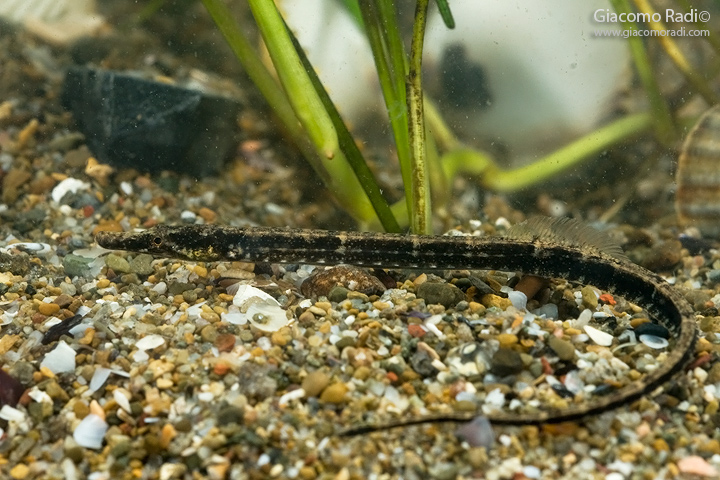
Agulleta de riu (Syngnathus abaster)

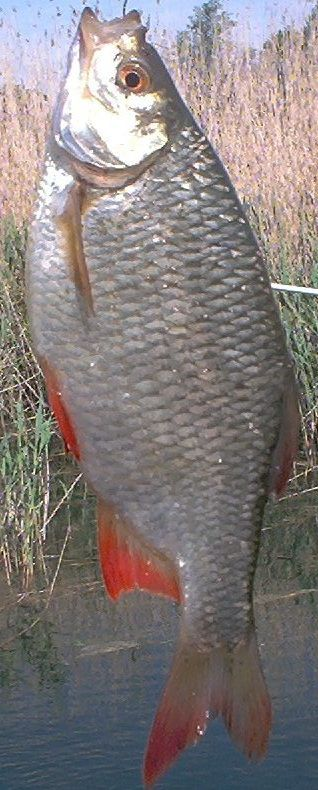
Gardí (Scardinius erythrophthalmus)

Aquesta llista de peixos del riu Don -incompleta- inclou 88 espècies de peixos que es poden trobar al riu Don ordenades per l'ordre alfabètic de llur nom científic.

## A
- Abramis brama
- Acipenser gueldenstaedtii
- Acipenser ruthenus
- Acipenser stellatus
- Alburnoides bipunctatus
- Alburnus alburnus
- Alburnus chalcoides
- Alburnus leobergi
- Alosa immaculata
- Alosa maeotica
- Alosa tanaica
- Anguilla anguilla
- Aspius aspius

## B
- Ballerus ballerus
- Barbatula barbatula
- Barbus ciscaucasicus
- Benthophilus durrelli
- Benthophilus magistri
- Benthophilus stellatus
- Blicca bjoerkna

## C
- Carassius carassius
- Carassius gibelio
- Caspiosoma caspium
- Chondrostoma variabile
- Clarias gariepinus
- Clupeonella caspia
- Clupeonella tscharchalensis
- Cobitis melanoleuca gladkovi
- Cobitis melanoleuca melanoleuca
- Cobitis rossomeridionalis
- Cobitis tanaitica
- Cottus gobio
- Crenimugil crenilabis
- Ctenopharyngodon idella
- Cyprinus carpio carpio

## E
- Esox lucius
- Eudontomyzon mariae

## G
- Gasterosteus aculeatus aculeatus
- Gobio brevicirris
- Gobio gobio
- Gymnocephalus acerina
- Gymnocephalus cernua

## H
- Huso huso
- Hypophthalmichthys molitrix
- Hypophthalmichthys nobilis

## I
- Ictalurus punctatus
- Ictiobus bubalus
- Ictiobus cyprinellus
- Ictiobus niger

## K
- Knipowitschia longecaudata

## L
- Leucaspius delineatus
- Leuciscus danilewskii
- Leuciscus idus
- Leuciscus leuciscus
- Lota lota

## M
- Mesogobius batrachocephalus
- Misgurnus fossilis
- Mylopharyngodon piceus

## N
- Neogobius fluviatilis
- Neogobius gymnotrachelus
- Neogobius melanostomus

## P
- Pelecus cultratus
- Perca fluviatilis
- Percarina maeotica
- Perccottus glenii
- Phoxinus phoxinus
- Platichthys flesus
- Ponticola gorlap
- Proterorhinus marmoratus
- Pseudorasbora parva
- Pungitius platygaster

## R
- Rhodeus amarus
- Romanogobio albipinnatus[1]
- Romanogobio pentatrichus
- Romanogobio tanaiticus
- Rutilus frisii
- Rutilus heckelii
- Rutilus rutilus

## S
- Sabanejewia balcanica
- Sabanejewia baltica
- Sander lucioperca
- Sander volgensis
- Scardinius erythrophthalmus
- Silurus glanis
- Squalius cephalus
- Syngnathus abaster

## T
- Tinca tinca

## V
- Vimba vimba[2]